# James A. Robinson
James Alan Robinson (27 febbraio 1960) è un economista britannico, vincitore del Premio Nobel per l'economia nel 2024.
Il 14 ottobre 2024 gli è stato conferito, insieme a Daron Acemoglu e a Simon Johnson, il Premio Nobel per l'economia, con la seguente motivazione: "per gli studi su come le istituzioni si formano e impattano sulla prosperità".